# Chasmanthe
Chasmanthe – rodzaj roślin należący do rodziny kosaćcowatych (Iridaceae). Obejmuje trzy gatunki. Rośliny te pochodzą z Afryki Południowej, gdzie rosną w Prowincji Przylądkowej Zachodniej i Wschodniej. Do Europy zostały sprowadzone już w XVII wieku i z powodzeniem od tego czasu uprawiane są jako rośliny ozdobne. W Australii Chasmanthe floribunda stał się gatunkiem inwazyjnym.

## Morfologia
PokrójGeofity z bulwocebulami osiągającymi do 7 cm średnicy i odnawiającymi się corocznie zimą. Rośliny osiągają od 0,25 m do nieco ponad 0,5 m wysokości. Pęd kwiatostanowy jest okrągły na przekroju i prosto wzniesiony.
LiścieDwurzędowe, równowąskie, płaskie (mieczowate), zaostrzone. Liście łodygowe podobne, ale mniejsze.
KwiatyZebrane w kłosokształtne, słabo rozgałęzione kwiatostany. Kwiaty wsparte są dwoma przysadkami, podobnymi wielkością, zielonymi i tylko na końcach nieco błoniastymi i tu czerwonawymi. Okwiat grzbiecisty – zrośnięte, nierównej wielkości listki tworzą długą i wygiętą rurkę. Pręciki są trzy i podobnie jak słupek są wygięte. Zalążnia jest dolna, trójkomorowa, z 5–8 zalążkami w każdej z komór. Szyjka słupka pojedyncza, ale rozgałęzia się na końcu na trzy cienkie ramiona.
OwoceTrójkomorowe, kulistawe lub podługowate torebki zawierają pomarańczowe nasiona (u innych przedstawicieli rodziny są one brązowe).

## Systematyka
Rodzaj z plemienia Croceae, z podrodziny Crocoideae z rodziny kosaćcowatych (Iridaceae).
Wykaz gatunków
- Chasmanthe aethiopica (L.) N.E.Br.
- Chasmanthe bicolor (Gasp.) N.E.Br.
- Chasmanthe floribunda (Salisb.) N.E.Br.